# O’ Horten
O’ Horten ist ein norwegischer Film von Bent Hamer aus dem Jahr 2007. Die Titelfigur des Films ist der leidenschaftliche Lokführer Odd Horten, der nach seiner Pensionierung sein Leben neu ordnen muss. Von der Kritik generell gut aufgenommen, erhielt der Film eine Nominierung in der Sektion Un Certain Regard in Cannes.

## Handlung
Odd Horten ist passionierter Lokführer der Norges Statsbaner und steht kurz vor der Pensionierung. Nur ungern freundet er sich mit dem Gedanken an, mit diesem Augenblick seinen Lebensrhythmus zu verlieren. Mit der Auszeichnung der „Silbernen Lokomotive“ wird er von seinen Kollegen kurz vor seiner letzten Fahrt feierlich für 40 Dienstjahre geehrt. Odd lässt sich anschließend zum Feiern überreden. Als er nach einer Erledigung wegen einer defekten Klingel nicht in das Haus gelangt, in dem seine Kollegen feiern, sucht er seinen Weg über das Baugerüst. Er landet in einer Wohnung, wo ein kleiner Junge ihn dazu überredet, an seinem Bett zu warten, bis er einschläft.
Als Odd am nächsten Morgen aufwacht, stiehlt er sich vorbei an der frühstückenden Familie des Jungen und eilt zum Bahnhof. Doch ausgerechnet bei seiner letzten Fahrt verpasst er zum ersten Mal den Zug. Odd kommt gerade am Bahnsteig an, als der Zug ausfährt und flüchtet geradezu vor seinen erstaunten Kollegen. Mit der Pensionierung igelt sich Odd zunehmend in seiner Wohnung ein. Er versucht in seiner einsetzenden Einsamkeit Fuß zu fassen im Leben. Er verkauft einem Freund nach dessen jahrelangen, erfolglosen Überredungsversuchen sein Boot und versucht seine Zeit totzuschlagen.
Als er sich auf der Straße mit dem vermeintlichen Obdachlosen Trygve Sissener anfreundet, nimmt dieser ihn mit nach Hause. Sie beschließen, am nächsten Tag in aller Frühe mit verbundenen Augen Auto zu fahren. Als Trygve bei dieser Fahrt einen Herzinfarkt erleidet, kehrt Odd zu dessen Haus zurück und holt sich dessen alte Skier. Er will die Tradition des Skispringens in seiner Familie fortsetzen, wozu ihm jahrelang der Mut fehlte. Zuvor trifft er auf Trygves Bruder, von dem er erfährt, dass Trygve ein gescheiterter Erfinder war und tatsächlich auf der Straße lebte. Das Haus gehört seinem Bruder. Als Odd schließlich die Skisprungschanze am Holmenkollen erklimmt und tatsächlich springt, ist er wie von einer Last befreit. Er fährt nach Bergen, wo er seine langjährige Freundin besucht.

## Rezeption

### Kritik
Der Film wurde von norwegischen wie auch internationalen Filmrezensionen generell gut aufgenommen. Jon Selås von der norwegischen Zeitung Verdens Gang sprach etwa von einem „kleinen Film über das Leben“ und lobte besonders die „existenzielle Philosophie“ des Films. Vegard Larsen vom Dagbladet beurteilte zwar einige Szenen als unnötig, sah aber die hohen Erwartungen angesichts Hamers früherer Filme als erfüllt. Ingunn Økland, Autorin der Aftenposten, bescheinigte dem Film stattdessen, dem Regisseur nicht gerecht zu werden. Dennoch betonte sie die Stärken des Films, so etwa die Kameraführung und die Filmmusik.
Internationale Kritiker waren ähnlicher Meinung. Duane Byrge vom The Hollywood Reporter nannte den Film eine „warme Geschichte aus dem kühlen Norwegen“. Zwar gibt es ebenfalls Einwände wie etwa von Alissa Simon vom Branchenblatt Variety, die meinte, dem Film fehlen „sorgfältig ausgearbeitete Figuren und eine nicht konstruiert wirkende Handlung so ergreifend und lebendig wie noch in Kitchen Stories“. Doch bescheinigte sie dem Film „warmen und sanft humorvollen Unterhaltungswert“ und befand die Produktion sowie die Filmmusik als ausgezeichnet. James Rocchi von cinematical.com hob vor allem Bård Owes Leistung und seine „warme Gestik“ hervor. Er habe ein „minutiöses Gespür“ für „situationsgebundene Mimik“. Lisa Schwarzbaum von Entertainment Weekly verglich Owe mit Jack Nicholsons Warren Schmidt in About Schmidt. Sie zog außerdem den finnischen Regisseur Aki Kaurismäki als Vergleich für den filmischen Stil Hamers heran.

### Ehrungen
O’ Horten wurde 2008 in der Nebensektion Un Certain Regard der Internationalen Filmfestspiele von Cannes nominiert. Kenneth Turan stellte lobend fest, der Film sei in einem Festival mit nur wenig frohen Geschichten „herrlich komisch“. Für Hamer war es der vierte Auftritt in Cannes, nur Filmregisseur Arne Skouen war als Norweger ebenso oft vertreten. Für Hamer bedeutete die Nominierung eine Steigerung, da sich seine vorhergehenden Beteiligungen auf die weniger angesehene Kategorie Directors’ Fortnight beschränkt hatten. Auf dem Festival fand der Film außerdem mit Sony Pictures Classics einen internationalen Vertreiber.
Hamer gewann mit dem Film 2008 außerdem den Norwegian Film Critics’ Award, den er damit als erster Regisseur dreimal gewann. Bei den Amanda Awards 2008 erhielt O’ Horten ebenfalls einige Nominierungen, darunter für den Besten Film und die Beste Regie. Gewinnen konnte er allerdings nur die Auszeichnungen für den Besten Sound und den Besten Nebendarsteller für Espen Skjønberg. O’ Horten wurde von Norwegen als Vorschlag für den Oscar 2009 in der Kategorie Bester fremdsprachiger Film eingereicht, kam jedoch nicht in die engere Auswahl.